# Der ungetaufte Pope

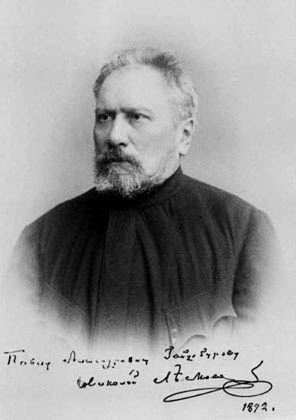
Nikolai Leskow im Jahr 1872

Der ungetaufte Pope (russisch Некрещеный поп, Nekreschtscheny pop) ist eine Erzählung des russischen Schriftstellers Nikolai Leskow, die 1877 in der Sankt Petersburger Zeitung Graschdanin  erschien. Die Geschichte soll auf einem ähnlichen Vorfall im ukrainischen Landkreis Schytomyr basieren.
Tolstoi habe sich von der Lektüre des ungetauften Popen zu eigenen kleinen Volkserzählungen inspirieren lassen.
Der ungetaufte Pope Vater Sawwa übt rechtsseitig des Dnepr in seinem Heimatdorf Paripsy das Amt des Dorfgeistlichen zur vollen Zufriedenheit der dort lebenden Kosaken aus und steht in höchstem Ansehen.

## Inhalt
Sawwas Vater, der reiche Kosak Petro Sacharowitsch, genannt Dukatsch, galt, als der Sohn noch nicht geboren war, als verwegen und streitsüchtig. Keinem im Dorf hatte er etwas Gutes getan. Mancher hatte von ihm beträchtliches Leid erfahren müssen.
Auch der Kinderlosigkeit seiner Ehe wegen hatte der Dukatsch seinen verwaisten Neffen Agap ins Haus genommen und ihm das Fürchten gelehrt. Noch als inzwischen 40-Jähriger hat Agap großen Respekt vor dem Onkel. Als der Dukatsch im Alter doch noch Vater wird, bedeutet er dem eingeschüchterten Neffen, nun sei es aus mit der großen Erbschaft. Agap darf der Pate des Neugeborenen werden, weil keiner in Paripsy dem Dukatsch diesen Gefallen tun will. Nun möchte der trotzige Dukatsch den neugeborenen Sohn nicht im Heimatdorf, sondern im acht Werst entfernten Nachbardorf Peregudy taufen lassen. Als Patin gewinnt der Dukatsch die Paripsyer Hebamme Christja Kerassiwna. Diese verheiratete Frau gilt als Hexe, weil sie einst, wie fast jeder im Dorf miterlebt hatte, ihren Gatten, den Kerassenko, durch einen Kobold genarrt und in einen Dämon verwandelt hatte. Die Hebamme kommt mit dem Peregudyer Popen Jerjoma, einem Schriftgelehrten, wie überhaupt mit Repräsentanten der Männerwelt, hervorragend zurecht. Also fahren Pate und Patin im Pferdeschlitten mit dem Neugeborenen zum Popen Jerjoma. Der Dukatsch hat – der Jahreszeit entsprechend – der Hebamme einen Mantel geschenkt, der mit einem weiten blauen Hasenpelz gefüttert ist. Darin geborgen, schlummert der Säugling am Busen der Hebamme. Als der Schlitten das Dorf verlässt, bewundern die Paripsyer Gaffer die mit Hasenfell weit aufgeschlagenen Ärmel jenes Mantels. Die Drei erreichen im Schneesturm Peregudy nicht, sondern bleiben in der Steppe in einer Wehe stecken.
Der äußerst besorgte Dukatsch  macht sich auf die Suche und fällt dabei auf dem zugewehten Paripsyer Friedhof in ein ausgeschaufeltes Grab. Ohne Erfolg wieder daheim, muss der Dukatsch das Gejammer seiner abergläubischen Frau über sich ergehen lassen. Er müsse unbedingt gleich etwas gegen das Unglück, das dem Neugeborenen nun drohe, unternehmen: ein Lebewesen erschlagen und in das Grab werfen. Die Dukatschicha schlägt als solches Opfer ein Schaf vor. Der Dukatsch, ein erfahrener Jäger, erlegt am Rande der Steppe einen Hasen, so meint er. Die Schrotladung aber zerfetzt dem eingeschneiten Neffen Agap das Gesicht. Den Pelz der Hebamme auf der Schneewehe hatte der Schütze für einen Hasen gehalten. Die Anklage bei Gericht lautet auf Mord. Nach einem drei Jahre andauernden Gerichtsverfahren kommt der Dukatsch frei, weil sich die Paripsyer letztendlich für den Unglücklichen verwendet hatten.
Der Dukatsch tut fortan in einem Kloster Buße. Die Dukatschicha zieht derweil ihren kleinen Jungen solo auf. Die Hebamme hatte den Eltern weisgemacht, das Kind sei auf den Kosakennamen Sawwa getauft worden. Der Junge wird Pope. Jahre vergehen. Der Dukatsch stirbt. Im Alter von fünfunddreißig Jahren muss Sawwa erfahren, dass er nicht getauft wurde. Der Bischof in der Gouvernementshauptstadt weiß von den Verdiensten seines Untergebenen Sawwa. Da kommt Seiner Eminenz die Beichte der sterbenden Hebamme zupasse: Auf der Stirn des eingeschneiten Neugeborenen sei seinerzeit eine Schneeflocke geschmolzen. Die Hebamme habe mit dem Wassertröpfchen ein Kreuz auf dem Gesicht des Kindleins gezogen und den Taufspruch hergesagt.

## Rezeption
- 1969: Reißner[5] wird über der Lektüre an Gogols Abende auf dem Weiler bei Dikanka erinnert. Turbulentes Geschehen und bizarre Begebenheiten seien so unterhaltsam, dass sich der Leser nach dieser Lektion kaum belehrt fühle zu dem Thema: Welcher Mensch wirkt vorbildlich?

## Deutschsprachige Ausgaben
- Der ungetaufte Pope. Eine unwahrscheinliche Begebenheit. Nahezu eine Legende. Deutsch von Hartmut Herboth. S. 513–576 in Eberhard Reißner (Hrsg.): Nikolai Leskow: Gesammelte Werke in Einzelbänden. Der verzauberte Pilger. 771 Seiten. Rütten & Loening, Berlin 1969 (1. Aufl.)
- Der ungetaufte Pope. Eine unwahrscheinliche Begebenheit. Aus dem Russischen von Ruth Hanschmann. S. 128–204 in Nikolai Leskow: Der Weg aus dem Dunkel. Erzählungen. 467 Seiten. Dieterich’sche Verlagsbuchhandlung, Leipzig 1972 (Sammlung Dieterich Bd. 142, 3. Aufl.)

Verwendete Ausgabe
- Der ungetaufte Pope. Eine unwahrscheinliche Begebenheit. Nahezu eine Legende. Deutsch von Hartmut Herboth. S. 198–259 in Eberhard Dieckmann (Hrsg.): Nikolai Leskow: Gesammelte Werke in Einzelbänden. 4. Der ungetaufte Pope. Erzählungen. Mit einer Nachbemerkung des Herausgebers. 728 Seiten. Rütten & Loening, Berlin 1984 (1. Aufl.)